# Gimnastyka na Letnich Igrzyskach Olimpijskich 2012 – ćwiczenia na poręczach asymetrycznych kobiet
Ćwiczenia na poręczach asymetrycznych kobiet na Letnich Igrzyskach Olimpijskich 2012 odbyły się 6 sierpnia w hali The O2.

## Terminarz
| Data            | Godzina |       |
| --------------- | ------- | ----- |
| 6 sierpnia 2012 | 14:50   | Finał |

## Wyniki

### Eliminacje
| Pozycja | Zawodnik          | Państwo           | Trudność | Wykonanie | Kary | Razem  |
| ------- | ----------------- | ----------------- | -------- | --------- | ---- | ------ |
| 1.      | Alija Mustafina   | Rosja             | 7.000    | 9.133     |      | 16.133 |
| 2.      | He Kexin          | Chiny             | 7.100    | 8.866     |      | 15.966 |
| 3.      | Wiktorija Komowa  | Rosja             | 7.000    | 8.833     |      | 15.833 |
| 4.      | Yao Jinnan        | Chiny             | 6.800    | 8.966     |      | 15.766 |
| 5.      | Elizabeth Tweddle | Wielka Brytania   | 7.000    | 8.700     |      | 15.700 |
| 6.      | Gabrielle Douglas | Stany Zjednoczone | 6.600    | 8.733     |      | 15.333 |
| 7.      | Qiushuang Huang   | Chiny             |          |           |      | 15.266 |
| 8.      | Elisabeth Seitz   | Niemcy            | 6.700    | 8.466     |      | 15.166 |
| 9.      | Kōko Tsurumi      | Japonia           | 6.600    | 8.433     |      | 15.033 |
| 10.     | Céline van Gerner | Holandia          | 6.200    | 8.666     |      | 14.866 |
| 11.     | Kyla Ross         | Stany Zjednoczone | 6.400    | 8.466     |      | 14.866 |
| 12.     | Jordyn Wieber     | Stany Zjednoczone |          |           |      | 14.833 |
| 13.     | Rebecca Tunney    | Wielka Brytania   | 6.400    | 8.425     |      | 14.825 |

### Finał
| Pozycja | Zawodnik          | Państwo           | Trudność | Wykonanie | Kary | Razem  |
| ------- | ----------------- | ----------------- | -------- | --------- | ---- | ------ |
| złoto   | Alija Mustafina   | Rosja             | 7.000    | 9.133     |      | 16.133 |
| srebro  | He Kexin          | Chiny             | 7.100    | 8.833     |      | 15.933 |
| brąz    | Elizabeth Tweddle | Wielka Brytania   | 7.000    | 8.916     |      | 15.916 |
| 4.      | Yao Jinnan        | Chiny             | 6.800    | 8.966     |      | 15.766 |
| 5.      | Wiktorija Komowa  | Rosja             | 7.000    | 8.666     |      | 15.666 |
| 6.      | Elisabeth Seitz   | Niemcy            | 6.700    | 8.566     |      | 15.266 |
| 7.      | Kōko Tsurumi      | Japonia           | 6.400    | 8.566     |      | 14.966 |
| 8.      | Gabrielle Douglas | Stany Zjednoczone | 6.300    | 8.600     |      | 14.900 |